# Matsunaga Yasuzaemon

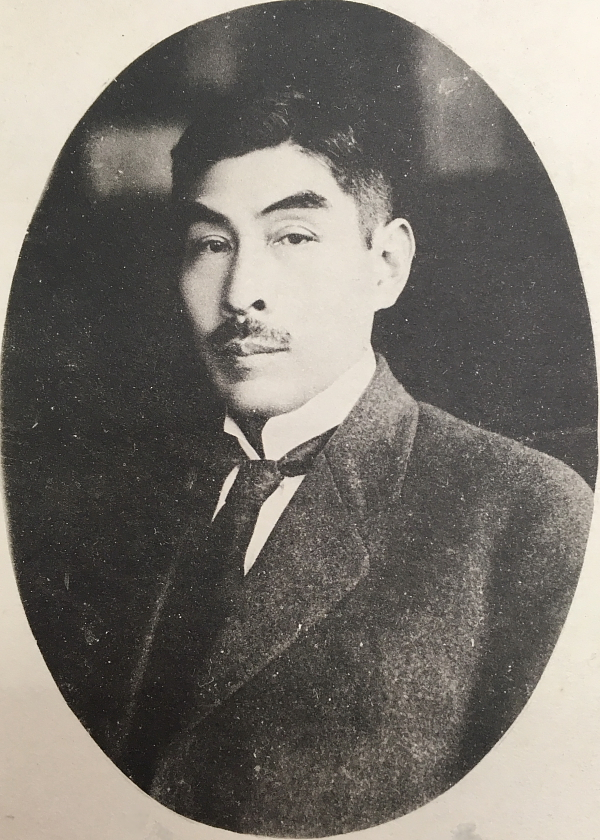
Matsunaga, vor 1923

Matsunaga Yasuzaemon (japanisch 松永 安左衛門; geboren 1. Dezember 1875 in Iki (Präfektur Nagasaki); gestorben 16. Juni 1971 in Tokio) war ein japanischer Geschäftsmann und eine führende Persönlichkeit auf dem Gebiet der Stromerzeugung in Japan. Er wurde daher „Denryoku Ō“ (電力王), also „Elektrizitätskönig“, oder „Denryoku no oni“ (電力の鬼), „Elektrizitäts-Dämon“, genannt.

## Leben und Wirken
Matsunaga Yasuzaemon studierte an der Keiō Gijuku (慶應義塾), der Vorläufereinrichtung der Keiō-Universität, verließ sie aber 1898 ohne Abschluss. 1899 war er kurz bei der Bank of Japan beschäftigt, war dann 1901 erfolgreich bei der Gründung einer Handelsgesellschaft für Steinkohle (石炭商福松商会, Sekitanshō Fukumatsu Shōkai). 1909 gründete er die „Fukuhaku Electric Railways Company“ (福博電気軌道, Fukuhaku denki kidō) und 1910 „Kyūshū Hydroelectric Company“ (九州電灯鉄道, Kyūshū Dentō Tetsudō). Bis 1915  hatte Matsunaga einen Großteil der öffentlichen Einrichtungen von Nordkyūshū im Bereich Elektrizität unter seine Kontrolle gebracht.
1924 wurde Matsunaga zum Präsidenten der „Japan Electric Association“ (日本電気協会, Nihon Denki Kyōkai) gewählt. Im selben Jahr gründete er die „Tōkyō Electric Power Company“, heute TEPCO, in die er 1928 die „Tōkyō Electric Lightning Company“ (東京電気株式会社, Tōkyō Denki Kabushiki Kaisha) integrierte. 1936 widersetzte er sich mit aller Kraft einer Verstaatlichung. Als diese dann 1938 doch vollzogen wurde, zog sich Matsunaga aus der Geschäftswelt zurück.
Nach dem Zweiten Weltkrieg nahm Matsunaga wieder seine Arbeit auf und setzte sich für die Privatisierung der Energieversorgung ein. Er konnte so ein Netzwerk von neun regionalen Energieversorgungsgesellschaften schaffen.